# Antiteísmo
Antiteísmo é uma ideologia de oposição ativa ao teísmo. O termo possui uma variedade de aplicações: nos contextos seculares,  geralmente se refere à oposição direta à crença em alguma deidade, enquanto no contexto teístico,  algumas vezes refere-se à oposição a deuses ou um deus específico.
Um antiteísta é definido pelo Oxford English Dictionary como "aquele que se opõe à crença na existência de divindades", e a citação mais remota com tal significado remonta a 1833. O conceito permite uma distinção útil entre a simples rejeição do teísmo, o ateísmo e a oposição a ambos.